# 감세일본

로고

감세일본(일본어: 減税日本)은 2010년 가와무라 다카시가 창당한 일본의 정당이다. 감세 추진을 주요 정책으로 삼으며, 아이치현의 지역정당으로 여겨지나 현 밖의 지방의회에도 의석을 획득한 바 있다.

## 같이 보기
- 가와무라 다카시 (1948년)
- 일본의 도주제 논의
- 아이치현의회
- 나고야시의회
- 일본보수당